# گکوی دم‌برگی زبرگلو
گکوی دم‌برگی زبرگلو (نام علمی: Saltuarius salebrosus) نام یک گونه از سرده گکوهای دم‌برگی است.